# 10. Internationale Sechstagefahrt

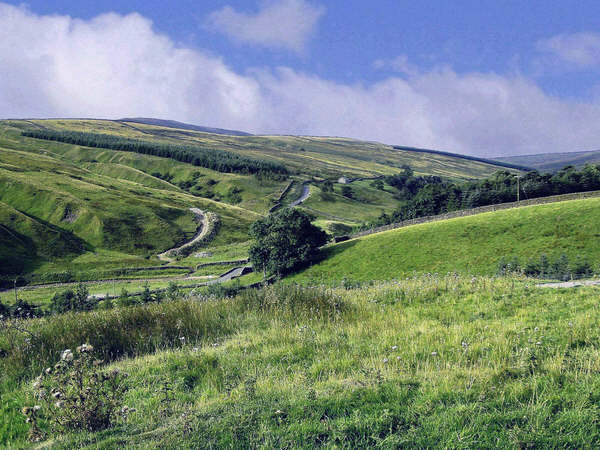
Anstieg von Park Rash, eine der Schwierigkeiten am fünften Tag

Die 10. Internationale Sechstagefahrt fand vom 10. bis 15. September 1928 im Vereinigten Königreich in Harrogate statt. Die britische Trophymannschaft gewann zum fünften und die britische Silbervasenmannschaft zum vierten Mal in Folge.

## Wettkampf
Bei der 10. Ausgabe der Internationalen Sechstagefahrt waren rund 1416 Kilometer zurückzulegen und über 160 Anstiege und Auffahrten zu überwinden.
In der Trophy-Wertung traten jeweils ein Team aus Großbritannien und Schweden an. In der Silbervasen-Wertung wollte das britische Frauenteam (Marjorie Cottle, Edyth Foley und Louie McLean) seinen Titel gegen ein weiteres britisches Team, zwei niederländische und jeweils ein Team aus Irland, Dänemark und Schweden verteidigen.
Die Sechstagefahrt galt gleichzeitig als britische Meisterschaft.
Insgesamt hatten 113 Fahrer gemeldet, darunter 12 mit Seitenwagen-Gespannen. Den Wettbewerb nahmen schließlich 108 Fahrer auf. Neben den drei Frauen der britischen Silbervasenmannschaft beteiligten sich weitere drei Britinnen am Wettkampf. Es starteten auch fünf Deutsche.

### 1. Tag
Die 265 Kilometer lange Strecke am ersten Wettkampftag führte von Harrogate über Bradford, Settle, Skipton und Askwith wieder zurück nach Harrogate. Größte Schwierigkeit war eine grasbewachsene Böschung an der Darnbrook Bridge.
Zwei Fahrer fielen aus.

### 2. Tag
Die Strecke am zweiten Tag führte von Harrogate nach Whitby und zurück und war 274 Kilometer lang. Bei Little Back gab es eine Wasserdurchfahrt. Durch die Zuschauer war das Wasser angestaut worden, so dass die Durchfahrt schwieriger war als vorgesehen. Bei der Auffahrt zum Grosmont erhielt der britische Trophy-Fahrer Vic King durch einen Fehler fünf Strafpunkte.
Ein niederländischer und ein britischer Fahrer fielen aus.

### 3. Tag
Am dritten Wettkampftag waren auf der Strecke sieben Anstiege zu überwinden. Diese waren als Non-Stop-Prüfungen ausgelegt. Ein Anhalten während der Bergfahrt führte zu Strafpunkten. Am letzten Anstieg „Rosedale“ kam es zu mehreren Stürzen. Jedoch blieben alle Fahrer unverletzt. S. L. Snell verlor bei der Auffahrt die Kontrolle über sein Motorrad und fuhr in die Zuschauermenge. Es wurde jedoch niemand ernstlich verletzt.
Der deutsche Curt Weichelt stürzte gegen eine Mauer, nachdem er eine Kurve zu schnell genommen hatte. Bis auf blaue Flecke an einem Arm und leichte Schnittwunden im Gesicht blieb er unverletzt und setzte die Fahrt fort.
Am Ende des dritten Tages führte die schwedische Mannschaft in der Trophy-Wertung mit fünf Punkten. In der Silbervasen-Wertung waren die beiden britischen Teams und das schwedische Team strafpunktfrei auf dem ersten Platz. Danach folgte die A-Mannschaft der Niederlande (4 Strafpunkte), die niederländische B-Mannschaft (21 Strafpunkte) und die dänische Mannschaft (24 Strafpunkte). Durch den Ausfall von Briggs war die irische Mannschaft bereits geplatzt.

### 4. Tag
Die Strecke am vierten Tag war 234 Kilometer lang. Es standen drei Auffahrten sowie mehrere Geschwindigkeitsprüfungen und andere Tests auf dem Programm. Größte Herausforderung war der Anstieg „Deadman’s Hill“ bei Arkleside. Sechs Fahrer erhielten bei diesem Anstieg Strafpunkte.
Der deutsche A. Paster stürzte und verletzte sich an der Schulter. Ein Bruch konnte nach einer Röntgenuntersuchung ausgeschlossen werden.
Unter den ausgefallenen Fahrern war der deutsche Curt Weichelt und die britische Fahrerin Billie Painter.
Die schwedische Trophy-Mannschaft führte mit fünf Punkten vor der britischen Mannschaft.

### 5. Tag
Den Wettkampf am fünften Tag nahmen noch 93 Fahrer auf, davon hatten 61 Fahrer noch keine Strafpunkte. Schwierigste Streckenabschnitte waren die Auffahrten „Park Rash“ und „Sommer Lodge“. Am Anstieg von Park Rash erhielten vier Fahrer Strafpunkte, darunter das Mitglied des britischen Trophy-Teams Freddie Neill. Damit stieg das Strafpunktkonto der britischen Trophy-Mannschaft auf zehn Punkte. Am Anstieg Sommer Lodge erhielten weitere vier Fahrer Strafpunkte. Durch die drei Strafpunkte für den schwedischen Trophy-Fahrer Gustav Göthe reduzierte sich der Vorsprung der Mannschaft wieder auf sieben Punkte. Louie McLean von der britischen Silbervasen-Mannschaft erhielt an diesem Anstieg fünf Strafpunkte. Damit fiel das britische Frauenteam auf den dritten Platz zurück.
In der Silbervasen-Wertung führte das britische B-Team strafpunktfrei vor dem schwedischen Team (3 Strafpunkte) und dem britischen Frauenteam.
Es waren keine Ausfälle zu verzeichnen.

### 6. Tag
Am letzten Wettkampftag betrug die Strecke 134 Kilometer. Es waren noch einmal vier Anstiege zu bewältigen. Der britische Seitenwagenpilot Howard Uzzell machte bei einer Auffahrt Fehler und erhielt fünf Strafpunkte.
Bei der Abschlusskontrolle der Motorräder wurde festgestellt, dass bei den Fahrzeugen der beiden Schweden Yngve Ericsson und Bernhard Malmberg die hintere Bremse wegen einer gebrochenen Nocke nicht mehr funktionierte. Die beiden Fahrer erhielten dadurch jeweils elf Strafpunkte. Damit verlor die schwedische Mannschaft ihre Trophy-Führung. Der eingelegte Protest wurde abgewiesen.
Beim Kampf um die Silbervasenwertung kam es am letzten Tag zu keinen Änderungen.

## Endergebnisse

### Trophy
| Platz | Team                   | Punkte |
| ----- | ---------------------- | ------ |
| 1.    | Vereinigtes Königreich | 285    |
| 2.    | Schweden               | 275    |

### Silbervase
| Platz | Team                                  | Punkte |
| ----- | ------------------------------------- | ------ |
| 1.    | Vereinigtes Königreich (B-Mannschaft) | 300    |
| 2.    | Vereinigtes Königreich (A-Mannschaft) | 295    |
| 3.    | Niederlande (A-Mannschaft)            | 284    |
| 4.    | Dänemark                              | 276    |
| 5.    | Schweden                              | 275    |
| 6.    | Niederlande (B-Mannschaft)            | 259    |
| 7.    | Irischer Freistaat                    |        |

87 Fahrer erhielten eine Goldmedaille und fünf eine Silbermedaille, 16 Fahrer gaben auf.
Die Clubwertung der britischen Meisterschaft gewann das Team von Western Centre.
In der Markenwertung gewann in der Klasse A (bis 250 cm³) Excelsior mit 297 Punkten, in der Klasse B (bis 350 cm³) BSA mit 298 Punkten, in der Klasse C (bis 500 cm³) Ariel mit 300 Punkten und in der Klasse D (bis 750 cm³) Scott mit 295 Punkten.

## Teilnehmer
| Staat                  | Trophy-Team                                                                       | Silbervase-Team                                                                                 |
| ---------------------- | --------------------------------------------------------------------------------- | ----------------------------------------------------------------------------------------------- |
| Dänemark               |                                                                                   | A. Olsen (Rudge-Withworth) J. M. Valgaard (Rudge-Withworth) A. Reinhardt (Rudge-Withworth)      |
| Irischer Freistaat     |                                                                                   | J. Healy (A.J.S. 349) F. G. Holmes (Triumph 494) G. G. Briggs (Matchless 495)                   |
| Niederlande            |                                                                                   | (A-Mannschaft) H. C. Dolk (FN) Piet J. Nortier (Sunbeam) A. P. van Hamersveld (Rudge-Withworth) |
| Niederlande            | (B-Mannschaft) H. V. D. Veen (A.J.S.) C. J. van Marle (Lady) G. van Twist (BSA)   |                                                                                                 |
| Schweden               | Gustav Göthe (Husqvarna) Yngve Ericsson (Husqvarna) Bernhard Malmberg (Husqvarna) | Gustav Göthe (Husqvarna) Yngve Ericsson (Husqvarna) Bernhard Malmberg (Husqvarna)               |
| Vereinigtes Königreich | Vic King (Douglas) Freddie Neill (Matchless) Howard Uzzell (BSA)                  | (A-Mannschaft) Marjorie Cottle (Raleigh) Edyth Foley (Douglas) Louie McLean (Triumph)           |
| Vereinigtes Königreich | Vic King (Douglas) Freddie Neill (Matchless) Howard Uzzell (BSA)                  | (B-Mannschaft) Leonard Crisp (Humber) Graham Walker (Sunbeam) Frank Giles (A.J.S.)              |